# Ulak Balam
Ulak Balam is een bestuurslaag in het regentschap Ogan Komering Ilir van de provincie Zuid-Sumatra, Indonesië. Ulak Balam telt 1405 inwoners (volkstelling 2010).